# PYMAR
PYMAR, sigla de Pequeños y Medianos Astilleros en Reconversión, es una sociedad anónima constituida en 1985 por astilleros privados españoles para defender los intereses de la construcción naval privada en España y en Europa, con sede en Madrid.
La asociación está constituida por 16 astilleros privados y trabaja en coordinación con el Gobierno de España y el de las comunidades autónomas con industria naval. En 2017 los astilleros asociados a PYMAR firmaron 35 contratos para la construcción de buques por un total de 832 millones de euros, el 60% de la facturación en astilleros gallegos.

## Historia

Campaña a favor del Tax Lease de PYMAR.

La asociación se creó como un Fondo Patrimonial de Garantías. Los astilleros y algunas administraciones, podían facilitar avales por un valor siete veces superior a los fondos reales que tenían depositados en las cuentas. El fondo fue disuelto en 2011 con unas pérdidas de 320 millones de euros. Naval Gijón y Astilleros de Huelva, con más de 150 millones, Astilleros de Sevilla 60 millones, Construcciones Navales Juliana 100 millones, Factorías Vulcano 62 millones, Factoría Naval de Marín 57 millones y el desaparecido astillero vigués MCíes.
En 2016 consiguió ganar los recursos contra el Tax Lease.

## Miembros de PYMAR
- Nodosa Shipyard (Marín).
- Freire Shipyard (Vigo).
- Astilleros Francisco Cardama (Vigo).
- MetalShips & Docks (Vigo).
- Astilleros Armón Vigo (Vigo).
- Astilleros Gondán (Figueras, Castropol).
- Astilleros Armón Navia (Navia).
- Astilleros Armón Gijón (Gijón).
- Astander (El Astillero).
- Astilleros de Murueta (Murueta).
- Zamakona Yards (Bilbao).
- Astilleros Balenciaga (Zumaya).
- Astilleros de Mallorca (Palma de Mallorca).
- ASTICAN (Las Palmas de Gran Canaria).

## Mejor buque construido en España
Desde 2009 la Asociación de Ingenieros Navales y Oceánicos de España (AINE) entrega el premio al mejor buque construido en España.
| Año  | Buque                | Astillero              | Armador                                                | Diseño                        | Imagen |
| ---- | -------------------- | ---------------------- | ------------------------------------------------------ | ----------------------------- | ------ |
| 2021 | Eleanor Roosvelt     | Astilleros Armon Gijón | Baleària Eurolíneas Marítimas                          | Incat Crowther                |        |
| 2020 | Sea Cloud Spirit     | MetalShips & Docks     | Sea Cloud Cruises                                      | Acubens Naval Architects      |        |
| 2019 | Krilo Lux            | Astilleros Gondán      | Krilo HR                                               | -                             | -      |
| 2018 | Argos Cíes           | Nodosa Shipyard        | Armadora Pereira                                       | Nodosa Shipyard               | -      |
| 2017 | Eco Aqua             | Astilleros Gondán      | Baleària Eurolíneas Marítimas                          | Insenaval                     | -      |
| 2016 | Gevred               | Astilleros de Murueta  | Compagnie Française du Thon Oceanique (CFTO)           | -                             |        |
| 2015 | Hondarra             | Astilleros de Murueta  | Chambre de Commerce et d´Industrie Bayonne Pays Basque | Astilleros de Murueta         |        |
| 2014 | Stril Luna           | Astilleros Gondán      | Simon Møkster Shipping                                 | Rolls Royce Marine            | -      |
| 2013 | RRS Discovery        | Freire Shipyard        | Natural Environment Research Council                   | -                             |        |
| 2012 | Esvagt Aurora        | Zamakona Yards         | Esvagt AS                                              | Ulstein                       | -      |
| 2011 | Stril Merkur 722     | Astilleros Gondán      | MoksterShipping                                        | -                             | -      |
| 2010 | Juan Carlos I (L-61) | Navantia               | Armada Española                                        | Navantia                      |        |
| 2009 | WG Columbus          | Hijos de J. Barreras   | WesternGeco                                            | Ulstein Design & Solutions AS | -      |